# Блестящий муравей-древоточец

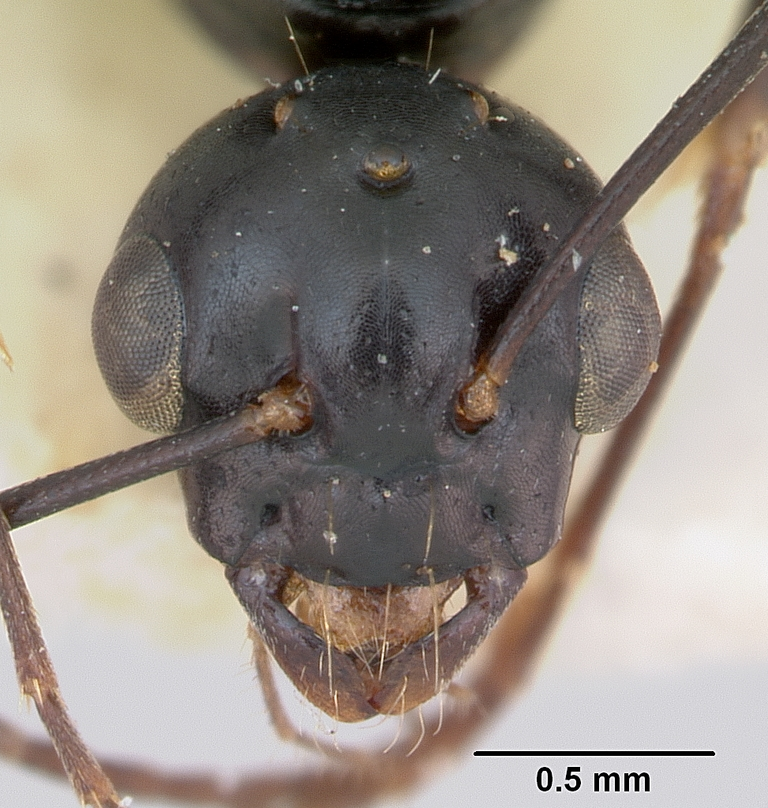
Голова самца Camponotus fallax

Блестящий муравей-древоточец (лат. Camponotus fallax ) — вид средних по размеру муравьёв-древоточцев рода Кампонотус (Camponotus) (подрод Myrmentoma Forel, 1912) из подсемейства Формицины (Formicinae). Европа. 

## Описание
Тело чёрное, блестящее (в северных популяциях встречаются особи с красновато-коричневой головой и более светлой грудкой); на переднем краю наличника имеется вырезка. Длина рабочих 4—9 мм, самки — 9—11 мм, самцы — 6—8 мм. Усики у самок и рабочих 12-члениковые, у самцов 13-члениковые. Гнезда в ветвях деревьев, в старых деревянных постройках.
Вид был впервые описан в 1856 году финским натуралистом Вильямом Нюландером в составе рода Formica по типовым материалам из Франции. В 1861 году включён в состав рода Camponotus (Mayr, 1861).

## Распространение
Западная Палеарктика. В Европе представлен в следующих странах: Албания, Австрия, Андорра, Белоруссия, Бельгия, Болгария, Венгрия, Германия, Греция, Испания, Италия, Литва, Молдавия, Польша, Македония, Мальта, Нидерланды, Португалия, Россия, Румыния, Словакия, Словения, Украина, Финляндия, Франция, Чехия, Швеция, Югославия. Встречается от степных и лесостепных участков до дубрав и антропогенных ландшафтов. Северо-восточная граница в России проходит по Нижегородской области, Чувашии и Южному Уралу (очень редок в Курганской области).

## Охранный статус

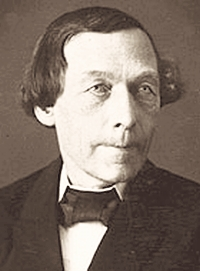
Профессор Вильям Нюландер (William Nylander, 1822—1899) в 1856 году впервые описал этот вид

Во многих европейских странах стал редок, охраняется. Включён в Европейский Красный список животных и растений, находящихся под угрозой исчезновения во всемирном масштабе (1992; категория статуса — I). В России включён в Красную книгу Нижегородской области (как редкий вид, находящийся на границе ареала), а также в Красные книги Курганской и Белгородской областей. В 2013 году исключён из КК Нижегородской области.